# Peter Nørklit
Peter Nørklit Larsen (* 13. Februar 1971 in Glostrup) ist ein ehemaliger dänischer Handballspieler.
Der 1,88 m große und 89 kg schwere Handballtorwart begann seine Laufbahn in Kopenhagen. Mit Virum-Sorgenfri HK wurde er 1996/97 dänischer Meister und erreichte das Finale des EHF-Pokals. 1998 wechselte er in die spanische Liga ASOBAL zu Portland San Antonio, mit dem er 1999 die Copa del Rey de Balonmano sowie 2000 den Europapokal der Pokalsieger und die Vereins-EM gewann. Nach zwei Jahren schloss er sich BM Altea an, mit dem er im EHF-Pokal 2002/03 das Halbfinale erreichte. Anschließend kehrte er nach Kopenhagen zu FCK Håndbold zurück und wurde 2008 dänischer Meister. Im EHF-Pokal 2007/08 unterlag er erneut im Finale. Ab 2008 ließ er seine Karriere bei Nordsjælland Håndbold ausklingen.
In der Dänischen Nationalmannschaft debütierte Peter Nørklit am 12. März 1994 gegen Südkorea und bestritt bis 2006 131 Länderspiele, in denen er genau einen Treffer erzielte. Bei der Weltmeisterschaft 2005 in Tunesien war er mit 42 % gehaltener Bälle prozentual gesehen, gemeinsam mit dem Isländer Birkir Ívar Guðmundsson, der beste Torhüter des Turniers. Eine Medaille blieb ihm jedoch im Laufe seiner Karriere verwehrt. Bei den EM-Bronzemedaillen 2002 und 2004 stand er nicht im Aufgebot.